# Tibellus australis
Tibellus australis – gatunek pająków z rodziny ślizgunowatych. 

## Taksonomia
Gatunek ten opisany został po raz pierwszy w 1910 roku przez Eugène’a Simona pod nazwą Tibellinus australis. Jako lokalizację typową wskazano Kalahari w Botswanie. Rodzaj Tibellinus zsynonimizowany został z Tibellus w 1994 roku przez Annette van den Berg i Annę Sophię Dippenaar-Schoeman i stąd obecnie stosowana kombinacja.

## Morfologia
Holotypowa samica ma ciało długości 7 mm przy karapaksie długości 2,5 mm i szerokości 1,9 mm. Samiec pozostaje nieopisany. Ciało jest wydłużone i spłaszczone. Karapaks jest 1,4 raza dłuższy niż szeroki, słomkowożółty z podłużnymi przepaskami środkową i krawędziowymi utworzonymi przez bladobrązowe linie, ciemnobrązowe kropki i szczecinki; okolica oczu jest żółtawobiała. Na szczękoczułkach znajdują się czarne kropki, z których wyrastają długie szczecinki. Odnóża są długie, smukłe, bladożółte z brązowymi kropkami u podstawy szczecinek makroskopowych. Golenie pary pierwszej i drugiej mają na spodzie po cztery pary szczecinek makroskopowych brzusznych. Opistosoma (odwłok) ma wierzch kremowobiały, porośnięty przylegającymi, delikatnymi, żółtymi szczecinkami, opatrzony podłużną przepaską środkową z oliwkowozielonym znakiem nad sercem i ciemnobrązowym nakrapianiem; po bokach przepaski występują dwa szeregi większych szczecinek. Spód opistosomy jest kremowobiały z białawoszarą przepaską wzdłuż środka. Płytka płciowa cechuje się przegrodą środkową rozbieżną ku przodowi i średnich rozmiarów prowadnicami otworów kopulacyjnych w części tylno-bocznej. Występują dwie zaokrąglone na przedzie i zwężone ku tyłowi spermateki. Gruczoły spermatekalne nie mają kanalików za prowadnicami otworów kopulacyjnych.

## Rozprzestrzenienie
Pająk afrotropikalny, znany z Botswany, Zimbabwe i RPA.